# Wayne Elise
Wayne "Juggler" Elise (n., 1 de octubre de 1969) es un instructor de seducción, escritor, intérprete y ha sido llamado un gurú de la seducción, aunque él rechaza el título de artista del ligue. Él ha dicho que simplemente disfruta de la conversación y el proceso de conocer gente.
Es un personaje notable y autor de un capítulo del libro best-seller The Game: Penetrating the Secret Society of Pick-up Artists. Su empresa se llama "Charisma Arts" (antes Charisma Sciences). Elise se enfoca en conectar con la gente, y no usar material enlatado o rutinas en su mayor parte. Elise ha escrito para las revistas Esquire y Blender, y ha sido un escritor del blog de Psychology Today.

## Biografía
Juggler (Wayne Elise) fue uno de los primeros instructores de seducción que abogaban por un estilo más natural para seducir con las mujeres, principalmente basándose en crear rapport.
Antes de que Juggler se involucrara en la mundo de las comunidades de seducción, trabajó como comediante y artista de la calle como un malabarista y artista del escape, de ahí su seudónimo (juggler, malabarista en inglés). Se involucró en la comunidad de seducción en la década de 2000 y desde el principio, ofreció una perspectiva bastante diferente a la era frecuente en aquella época.
A finales de los años 2000 comenzó a centrar su empresa Charisma Arts (antes Charisma Sciences) en una amplia gama de habilidades de conversación y habilidades sociales de hombres y mujeres. Se casó en 2007 pero se divorció en marzo de 2009.
Wayne Elise vive en San Francisco.

## Carrera comoMDLS
Jugler fue uno de los primeros PUAs en abogar por un enfoque más natural para seducir mujeres, centrándose en algunas técnicas generales, como crear un ambiente genuino e interesado, lograr el cumplimiento, creación de "rapport" y hacer afirmaciones de intenciones en lugar de centrarse en lo que decir en realidad. 
Ya que el método Juggler es muy natural y se basa principalmente en torno a lograr la complicidad, también es aplicable en situaciones que no son de seducción. A finales de la década de 2000 Juggler amplió sus talleres y seminarios para enseñar hombres y mujeres las habilidades de conversación que son aplicables en todos los ámbitos de la vida.

## Obras

### Libros electrónicos
- How To Be A Pickup Artist (2005) (Cómo ser un artista del Pick Up en castellano)
- How to Meet and Connect with Women(Como conocer y conectar con mujeres, es el libro anterior actualizado) (1 de enero de 2008)[6]
- The Juggler Method: Conversational Jujitsu (20 de abril de 2008)[7] (El método Juggler en castellano)

### DVD
- The Collection (1 de enero de 2000)

## Televisión
En 2006 su trabajo aparece en un programa de realidad el Channel 4 de televisión británica Seduction School:Size Doesn't Matter. Elise también aparece como productor en el programa.
Él, junto con su asistente Johnny Savior fueron invitados al programa de televisión británico Ready Steady Cook, en diciembre de 2006.
Wayne y Johnny apareció en el programa de EE. UU. Bravo Channel Welcome to the Parker Welcome to the Parker.
Él aparece en un episodio de SexTV : Charmed and Dangerous: Training the Modern Casanova/A Moment with... Ian Kerner.

### En redes sociales
- Wayne Elise (Juggler) en Facebook
- Wayne Elise en X (antes Twitter)

- Datos: Q6166597